# N (personvagnstyp)
N, i sätt ofta kallade N-sets, är en typ av personvagn som körs av tågoperatören V/Line i Australien. Vagnarna tillverkades 1981–1983 av Newport Workshops i Melbourne i Victoria, och är baserade på personvagnstypen Z som tillverkades 1956–1960. Vagnarna, vars största tillåtna hastighet är 115 km/h, är luftkonditionerade och har fyra sittplatser per rad i 1:a klass och fem per rad i 2:a klass. På 2000-talet inleddes ett upprustningsprojekt att förse samtliga N-vagnar med eldörrar. Arbetet kostade drygt sex miljoner australiska dollar.